# Jan Klamut (żołnierz)

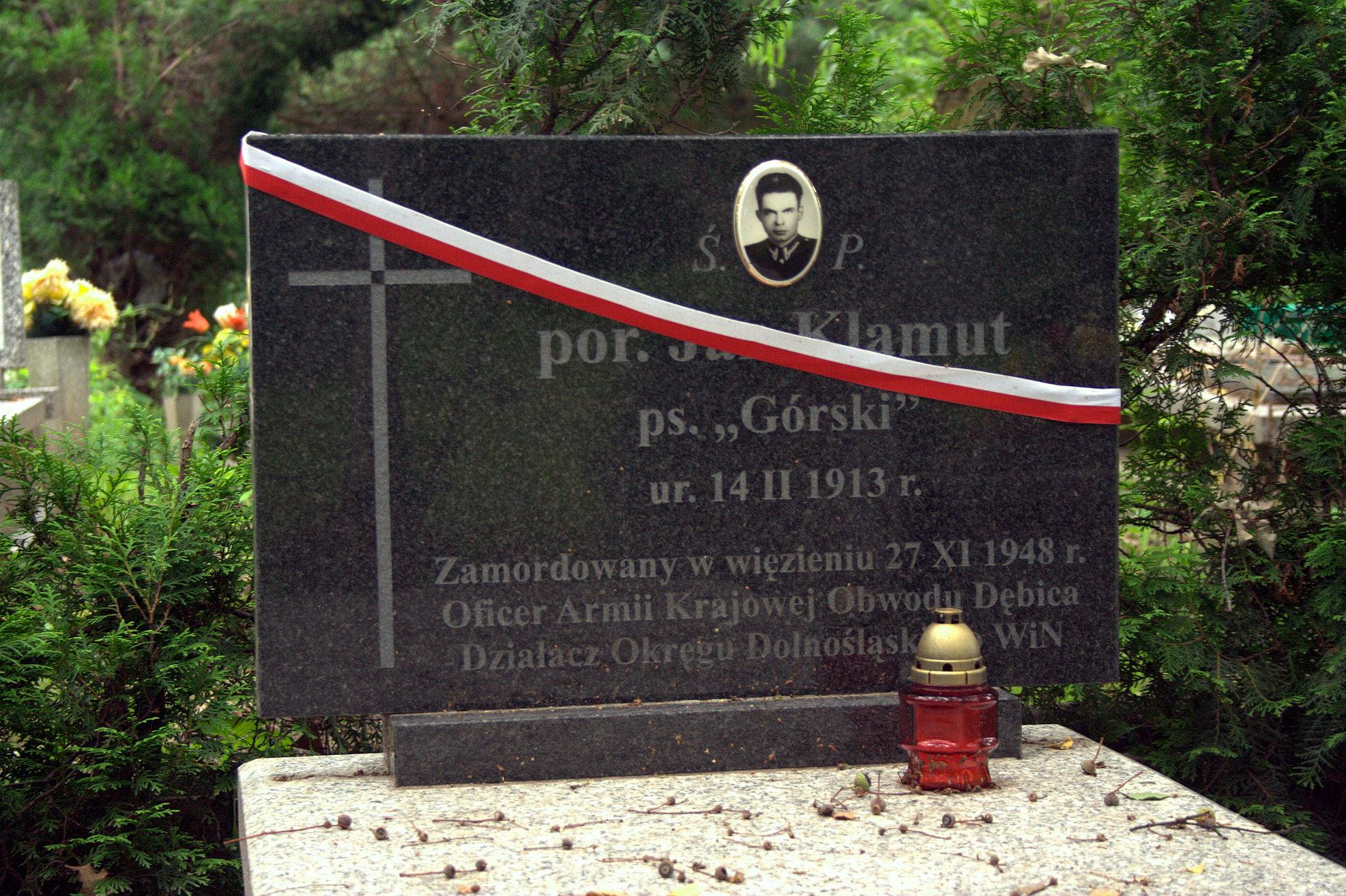
Grób Jana Klamuta na Cmentarzu Osobowickim we Wrocławiu

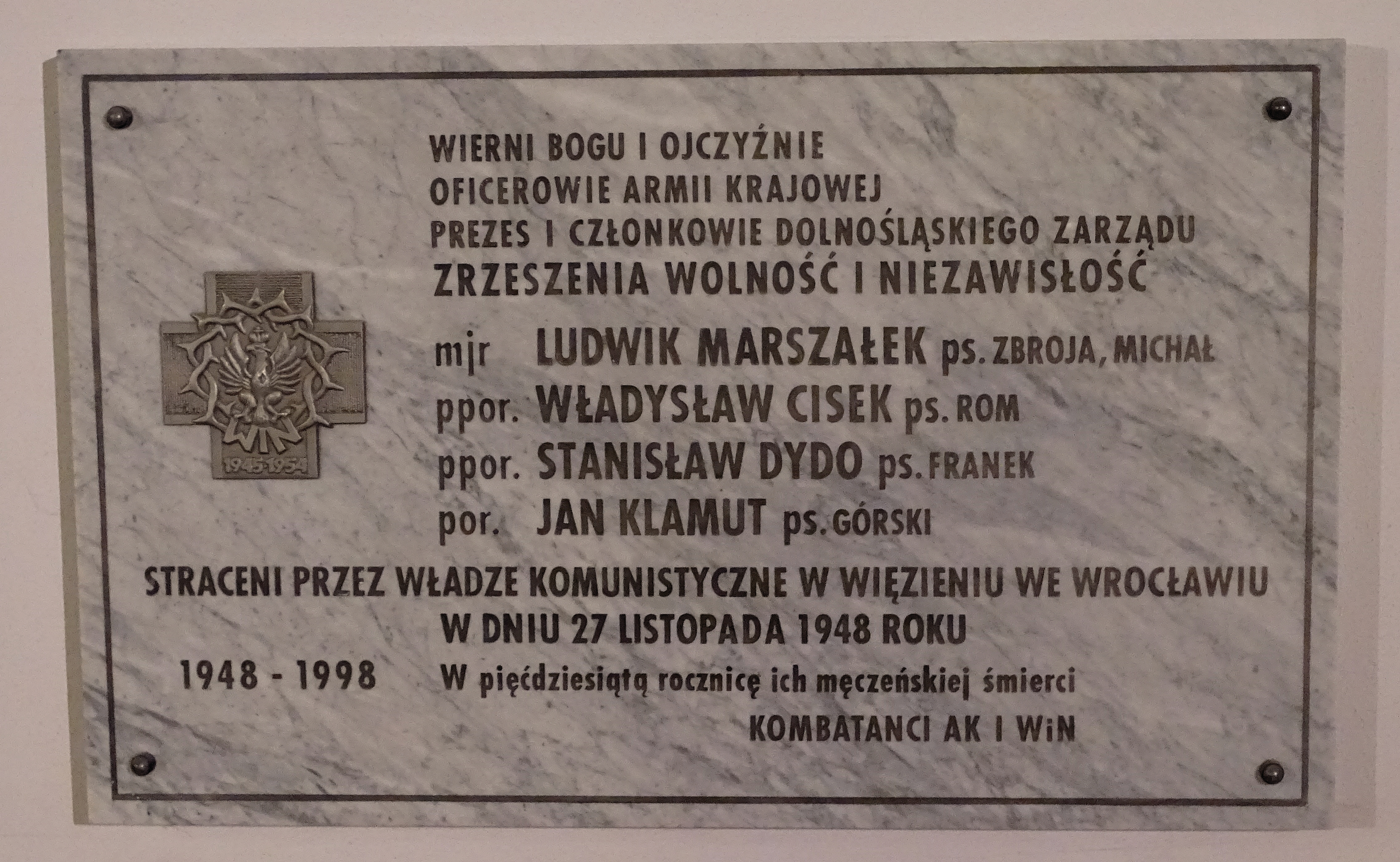
Tablica pamiątkowa ku czci oficerów dolnośląskiego zarządu Zrzeszenie Wolność i Niezawisłość, w tym Jana Klamuta. Kościół garnizonowy św. Elżbiety we Wrocławiu

Jan Klamut, ps. Górski i Przystań (ur. 14 lutego 1913 w Górze Ropczyckiej, zm. 27 listopada 1948 we Wrocławiu) – żołnierz polski. 

## Życiorys
W 1939 walczył w kampanii wrześniowej, później w Związku Walki Zbrojnej i Armii Krajowej, od stycznia 1945 w Ludowym Wojsku Polskim (27. pułk piechoty w Kłodzku). Pozostawał po wojnie w strukturach państwa podziemnego, przekazując organizacji Wolność i Niezawisłość informacje o postępującej sowietyzacji polskiego wojska oraz o zachowaniu żołnierzy Armii Czerwonej wobec miejscowej ludności.
2 stycznia 1948 aresztowany, 16 sierpnia tego samego roku skazany przez Wojskowy Sąd Rejonowy na śmierć, 27 listopada rozstrzelany w więzieniu przy ul. Kleczkowskiej, tego samego dnia, co sądzeni osobno inni żołnierze WiN – Ludwik Marszałek, Stanisław Dydo i Władysław Cisek. W 1991 dzięki inicjatywie siostry Jana, Marii Sroki, Sąd Śląskiego Okręgu Wojskowego we Wrocławiu wydał postanowienie uznające za nieważny wyrok skazujący Jana Klamuta – „oficera, który najlepsze lata swojego życia w konspiracji i swoje całe życie ofiarował walce o wolną Polskę”.